# Macrolinus weberi
Macrolinus weberi es una especie de coleóptero de la familia Passalidae.

## Distribución geográfica
Habita en Filipinas y Célebes en (Indonesia).